# Mercato centrale (Budapest)
Il Mercato centrale (in ungherese Nagyvásárcsarnok, "Grande mercato coperto", ufficialmente noto come Központi Vásárcsarnok; [ˈnɒɟvaːʃaːt͡ʃɒrnok]) è il più grande e il più antico mercato coperto di Budapest, situato nel distretto di Ferencváros.
Il mercato si trova sul lato di Pest, alla fine della famosa via dello shopping Váci utca in corrispondenza del Ponte della Libertà e a fianco all'Università Corvinus.

## Storia

### Costruzione ed i primi anni
Verso la fine dell'Ottocento la popolazione di Budapest sperimentò una crescente espansione. Per fronteggiare l'afflusso dalla campagna alla città furono sviluppate infrastrutture per soddisfare varie esigenze. In questo contesto, accanto alla diffusione di caffè, luoghi di intrattenimento, cinema e teatri, emersero i primi mercati ambulanti. Tuttavia, tali mercati risultavano antiquati, caotici, sporchi e carenti di igiene. 
Già nel 1872, l’ingegnere francese Besnier de la Pontonerie propose la progettazione di un sistema composto da mercati coperti centrali e distrettuali, che non venne messa in atto.
La soluzione del problema fu allora presa in carico dal consigliere Alajos Matuska, che di fronte a questa necessità di miglioramento e con l'obiettivo di sostituire i 44 mercati cittadini, propose di allestire un mercato coperto centrale e sale filiali per distretto.
Così, nel 1892, il Comitato economico e pubblico per l'alimentazione indisse un concorso di progettazione per il primo mercato coperto della capitale, il tutto presidiato dal sindaco di Budapest, Károly Kamermayer, il quale, basandosi su esempi stranieri, propose anch'egli un suo progetto nel 1883.

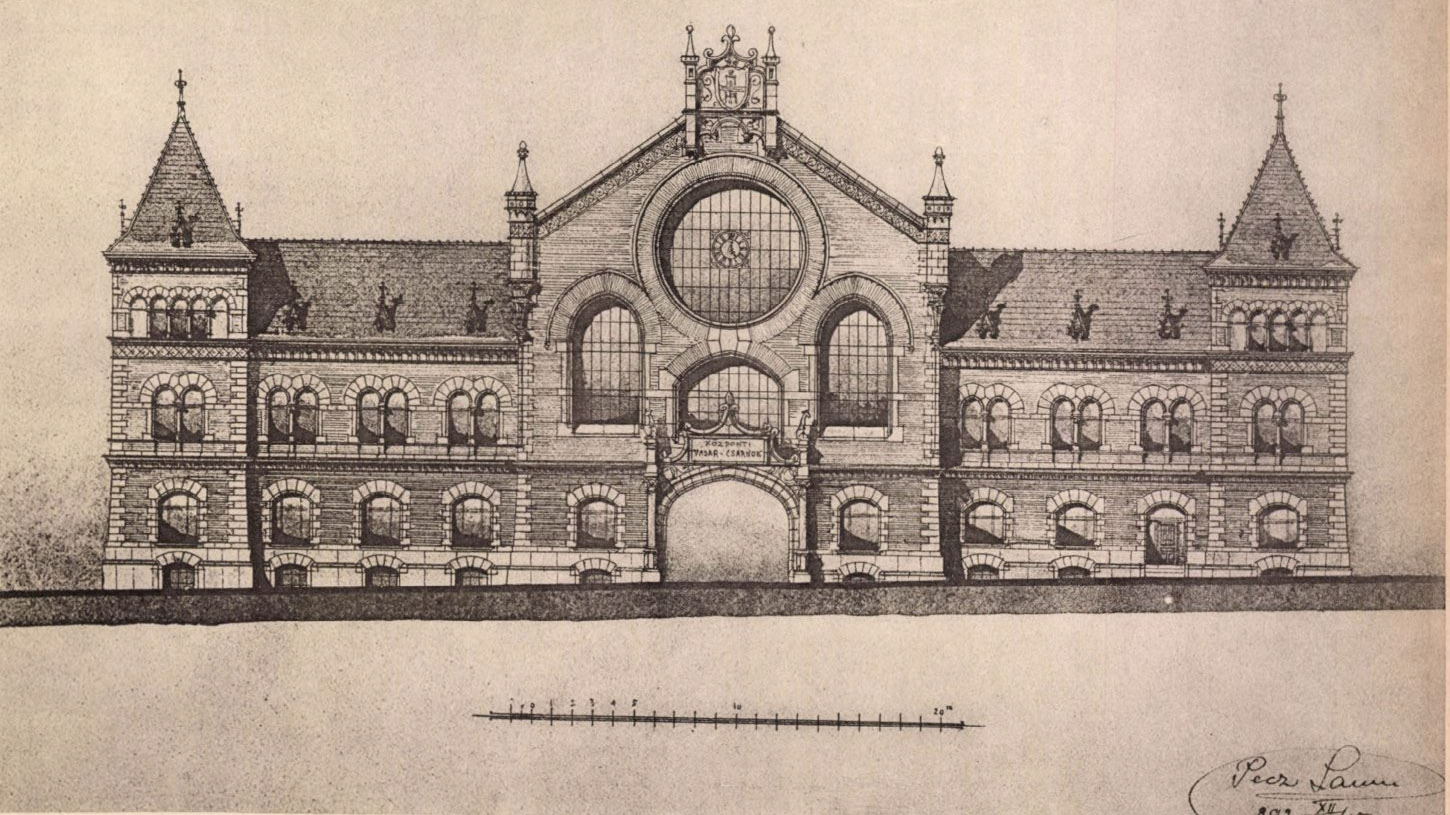
Il progetto originale di Samu Pecz per la facciata del Mercato Centrale sul Boulevard Vámház, pubblicato nel numero del 28 dicembre 1893 del giornale Építő Ipar.

Al concorso vennero presentati nove progetti (da Budapest, Berlino, Lipsia, Parigi, Praga e Sofia), di questi giunse al primo posto il progetto dell’architetto ungherese Samu Pecz, preceduto dalla società francese Escande et Gourmez, e dai lavori dei designer di Lipsia Anger, Högner e Preil.
Nonostante la sconfitta, la società francese non si arrese, proponendo un secondo progetto che portò ad un secondo bando che li vide vinti nuovamente dal progetto di Pecz.
I lavori di scavo iniziarono nel 1894 e per il "millenario" (il millesimo anniversario della "conquista della patria" da parte dei magiari) l'edificio era pronto per la consegna, tuttavia vari avvenimenti ne ritardarono la consegna. Dapprima gli scalpellini ungheresi partecipanti ai lavori scioperarono per diversi mesi per protestare contro il fatto che l'impresa di costruzione impiegava un gran numero di lavoratori cechi e italiani, riducendo così i costi opportunità dei lavoratori domestici; mentre la mattina del 30 luglio scoppiò un incendio che bruciò la parte centrale del tetto. Secondo riviste contemporanee l'incidente potrebbe essere stato dovuto alla disattenzione degli lattonieri che lavoravano sotto il tetto.
Samu Pecz preparò un altro piano per il restauro, che prevedeva l'installazione di più idranti, botole sul tetto e scale di salita rispetto a prima nell'edificio, portando la consegna tecnica dell'edificio ad avvenire soltanto nel dicembre 1896, con l'inaugurazione ufficiale che avvenne il 15 febbraio 1897.
Il tutto ebbe un costo di 1,9 milioni di fiorini, quasi il doppio dell’investimento combinato degli altri quattro mercati del quartiere.
Il primo direttore della sala fu Nándor Ziegler, che istituì regole rigorose. Secondo la politica dell'epoca, i venditori potevano utilizzare solo l'attrezzatura fornita dalla sala e non erano autorizzati ad allestire bancarelle personalizzate. Un commerciante poteva affittare solo un secondo stand accanto al proprio banco, e solo se nessun altro lo richiedeva. Inoltre l'esposizione di insegne e pubblicità aziendali richiedeva l'autorizzazione del consiglio della sala ed il canone di noleggio variava in base al tipo di prodotto. Ad esempio, i pescivendoli che pagavano di più per l'affitto dei frigoriferi. Gli ascensori e il telefono dell'edificio erano a disposizione gratuita dei venditori. In conformità alle norme igieniche, i commercianti dovevano attenersi a diverse regole. Era obbligatorio confezionare la merce, e a tale scopo fu istituito un magazzino di raccolta, oltre a uno per la prequalificazione e la classificazione dei prodotti. Allo stesso tempo, il programma di consegna e vendita dei prodotti era rigidamente limitato. Le merci venivano consegnate di notte, e il mercato era aperto tutti i giorni feriali dalle 5 alle 12 del mattino e dalle 16 alle 19 del pomeriggio.
Ulteriore obbligo era quello di non urlare, imprecare o fischiare.
Le rigide regole di Ziegler crearono malcontento tra i venditori, suscitando la nostalgia per i vecchi mercati all'aperto. D'altra parte, i clienti si lamentavano dei prezzi più alti e dei venditori, definiti inesperti. In questi periodi si discusse molto di corsi per insegnare ai venditori a conformarsi al nuovo sistema, visto che l’applicazione delle normative sui prodotti era intensiva, con frequenti sequestri. Nello stesso periodo nacque la Vásárcsarnok Kereskedők Egyesület, nata per difendere gli interessi dei venditori. Nonostante l'iniziale insoddisfazione, i venditori ben presto realizzarono che la sala era essenziale, portando a un aumento costante del fatturato.

### Le peripezie durante il Novecento
Nel 1914, l'avvento della Prima Guerra Mondiale portò i prezzi del mercato a salire, provocando risse e furti. Per risolvere la situazione venne creata una speciale polizia municipale e i prezzi sono stati temporaneamente fissati dalla Camera di commercio e dell'industria.
Anni dopo, allo scoppio del secondo conflitto mondiale, la struttura subì numerosi danni: il "pollaio" venne completamente distrutto e il transetto in Pipa utcai venne gravemente danneggiato.
Alla fine del conflitto vi furono opere di restauro, in cui vennero utilizzate le ceramiche conservate nel seminterrato, tuttavia, durante la ristrutturazione, la velocità è stata più importante della raffinatezza, non riuscendo a replicare la bellezza della struttura originale.
Negli anni sessanta, vennero costruiti degli "stand chiusi", facendo diventare il mercato una vera e propria 'città di bancarelle".

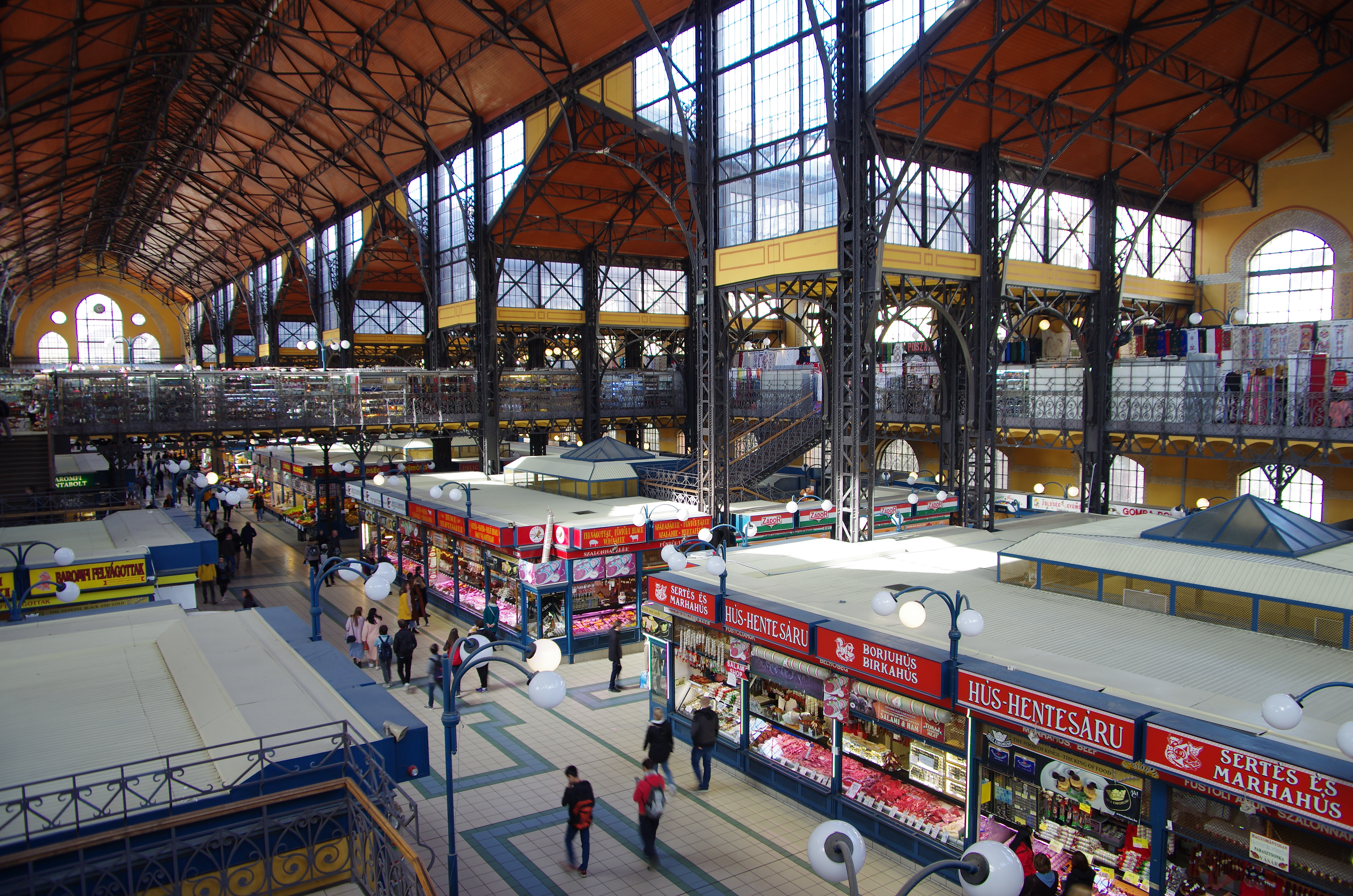
Interni del mercato nel XXI secolo.

Nel 1991 la sala venne chiusa a causa della struttura malandata, tuttavia nello stesso anno l'Ufficio di Pianificazione Urbana di Budapest incaricò gli architetti György Tokár, Györgyi Hidasi e Gergely Nagy di ristrutturare il mercato.
I lavori vennero completati nel 1994 e nel 1999 vinse il famoso FIABCI Prix d’Excellence.

## Caratteristiche
Alla costruzione parteciparono gli artigiani e gli imprenditori più famosi dell'epoca. Tra questi Vilmos Zsolnay di Pécs, autore delle tegole smaltate e delle manifatture in porcellana del tetto, le fonderie di ferro Wagner e Schlick, produttrici delle strutture in acciaio, la Kőszénbánya és Téglagyár Rt. di Drasche, autore delle decorazioni della facciata, ed i fabbri Ferenc Svadló e Gyula Jungfer.
All'apertura, la facciata principale dell'edificio si presentava simmetrica rispetto all'ingresso dalla centrale risalita. Una caratteristica prominente era l'insieme di finestre sopra l'ingresso, al centro delle quali svettava un orologio. Mentre si lati del timpano, due leoni guardano verso Pest e Buda.
Internamente, una carreggiata divideva lo spazio. Gli sportelli dei rivenditori occupavano il lato est e la galleria, mentre quelli dei grossisti si trovavano sul lato ovest. Alla fine dell'edificio, separato dal vasto spazio del mercato, si trovava il "pollaio", dove si effettua la vendita di animali vivi. Al piano terra vi era l'ufficio dell'ispettore generale, un ristorante, la stazione di polizia del mercato, un posto di guardia e servizi igienici. Nel seminterrato, invece, sono presenti magazzini, celle frigorifere, centrali di fornitura elettrica e locali caldaie.
Fino al 1965 il mercato disponeva  di un collegamento ferroviario con lo scalo merci Budapest-Dunapart.

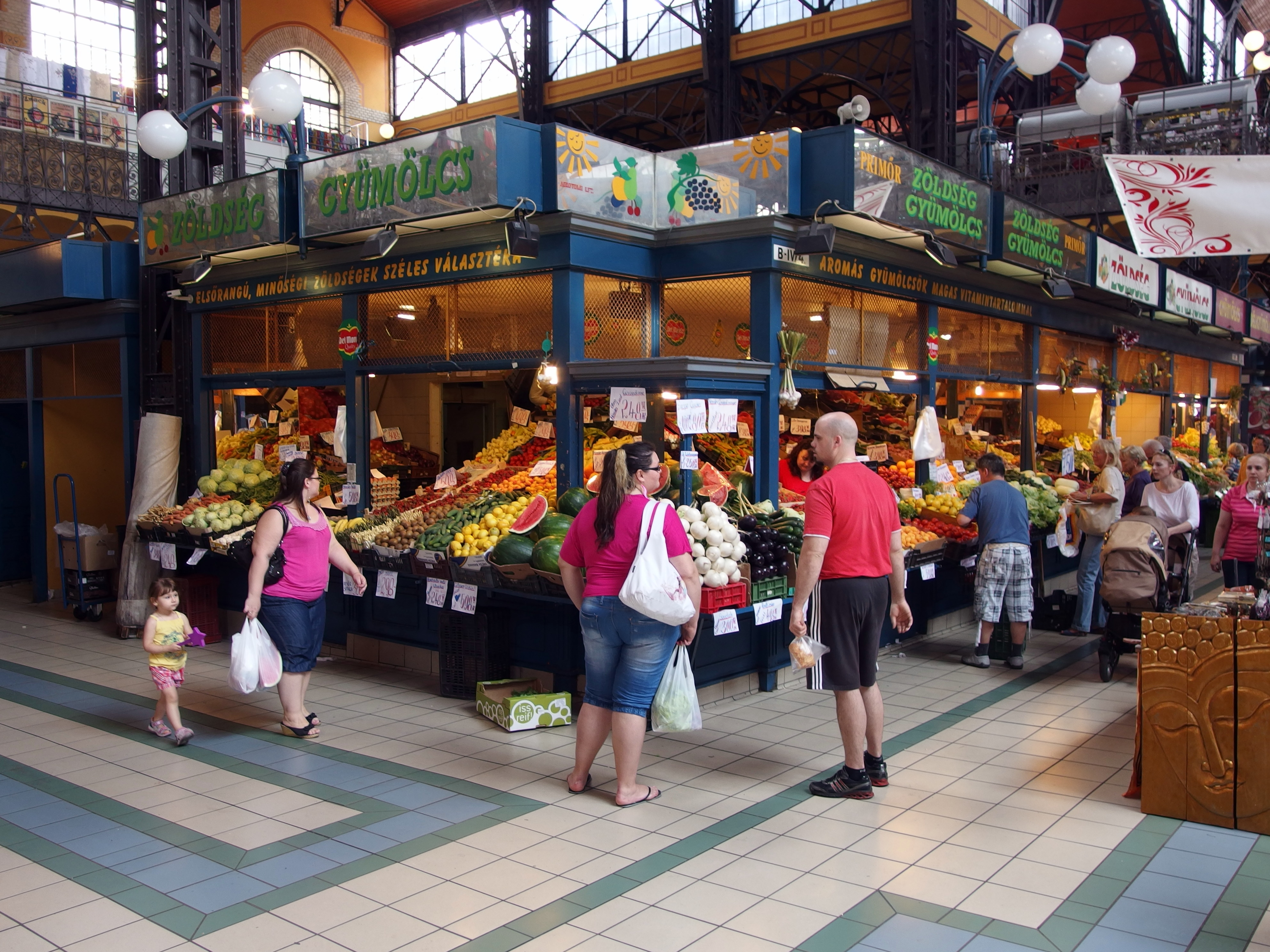
Alcuni dei negozi del piano terra.

Da dopo la ristrutturazione degli anni 1990 il mercato offre una grande varietà di bancarelle sui tre piani. La maggior parte delle bancarelle al pianterreno offre carni, dolci, caramelle, caviale, spezie come la paprica e vini come il Tokaji. Il secondo piano ospita soprattutto ristoranti, negozi di souvenir e uno stand che serve i lángos fritti. Al piano interrato vi è un supermercato della catena ALDI e un mercato del pesce.

## Nei Media
Nel 2013 il Vásárcsarnok è stato il soggetto del secondo episodio della prima stagione della serie di documentari italiana Food Markets: Profumi e sapori a km 0. Nello stesso anno, il 19 febbraio, il mercato è stato invece protagonista del documentario tedesco Märkte – Im Bauch von Budapest: Die zentrale Markhalle, prodotto da ZDF e andato in onda sulla rete televisiva arte.